# Sąsiecznica
Sąsiecznica (Sieczka, niem. Schätzke) – rzeka, lewy dopływ Baryczy o długości 43,7 km.
Płynie w województwie dolnośląskim. Źródła ma w okolicy miejscowości Białe Błoto. Przepływa przez Czeszów, Kuźniczysko i Żmigród. Uchodzi do Baryczy na zachód od Żmigrodu.
Główne dopływy Sąsiecznicy to:
- prawobrzeżne – Lipniak, Jesionka, Brzeźnica, Olszak, Kanał Przetocki,
- lewobrzeżne –  Czarna Woda, Głęboki Rów, Struga, Kanał Trzebnicki, Kątna.